# Berula erecta
Berula és un gènere cosmopolita monotípic de plantes herbàcies pertanyent a la família Apiaceae, contenint una única espècie, Berula erecta o creixen de fulla ampla.

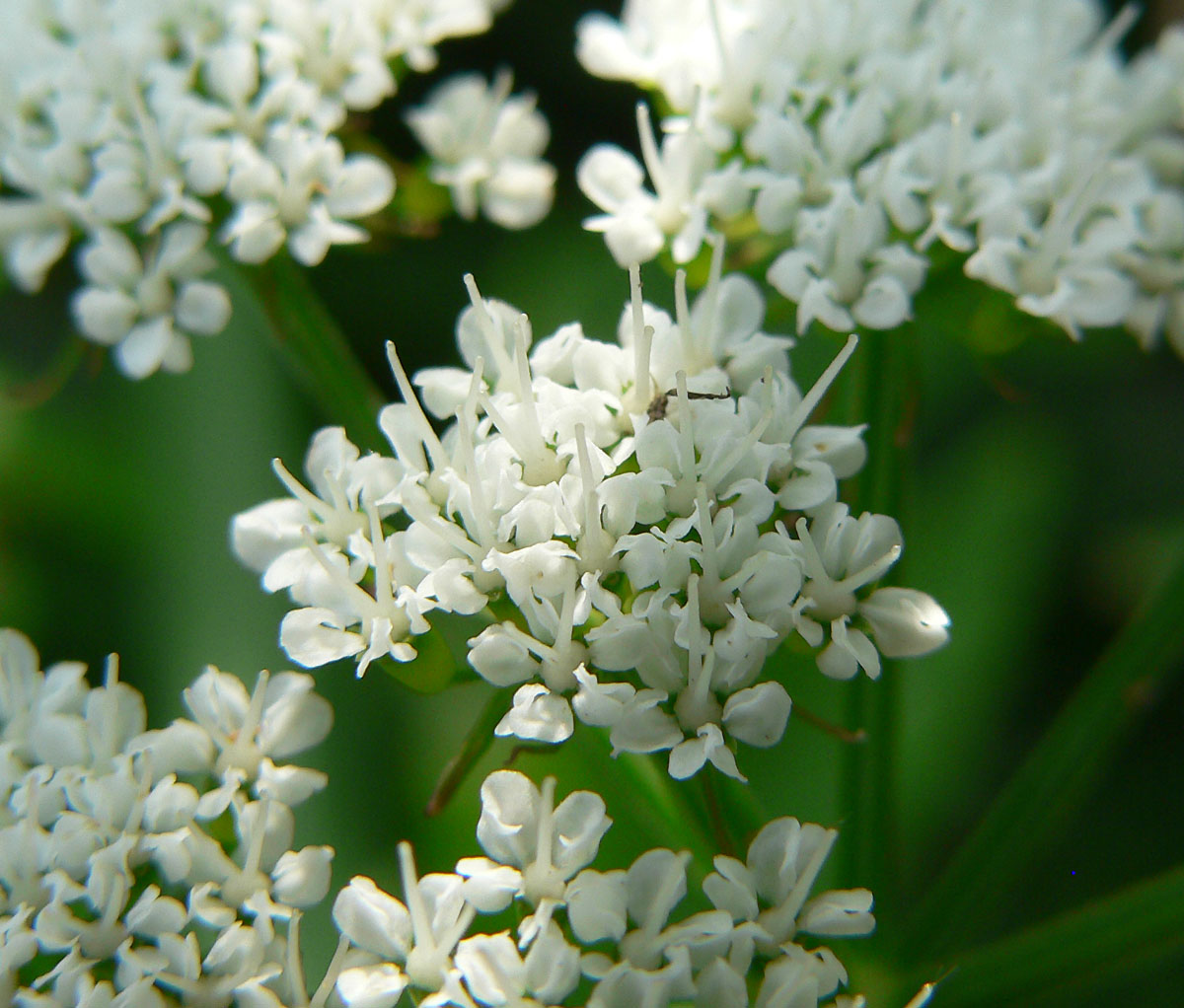
Inflorescència

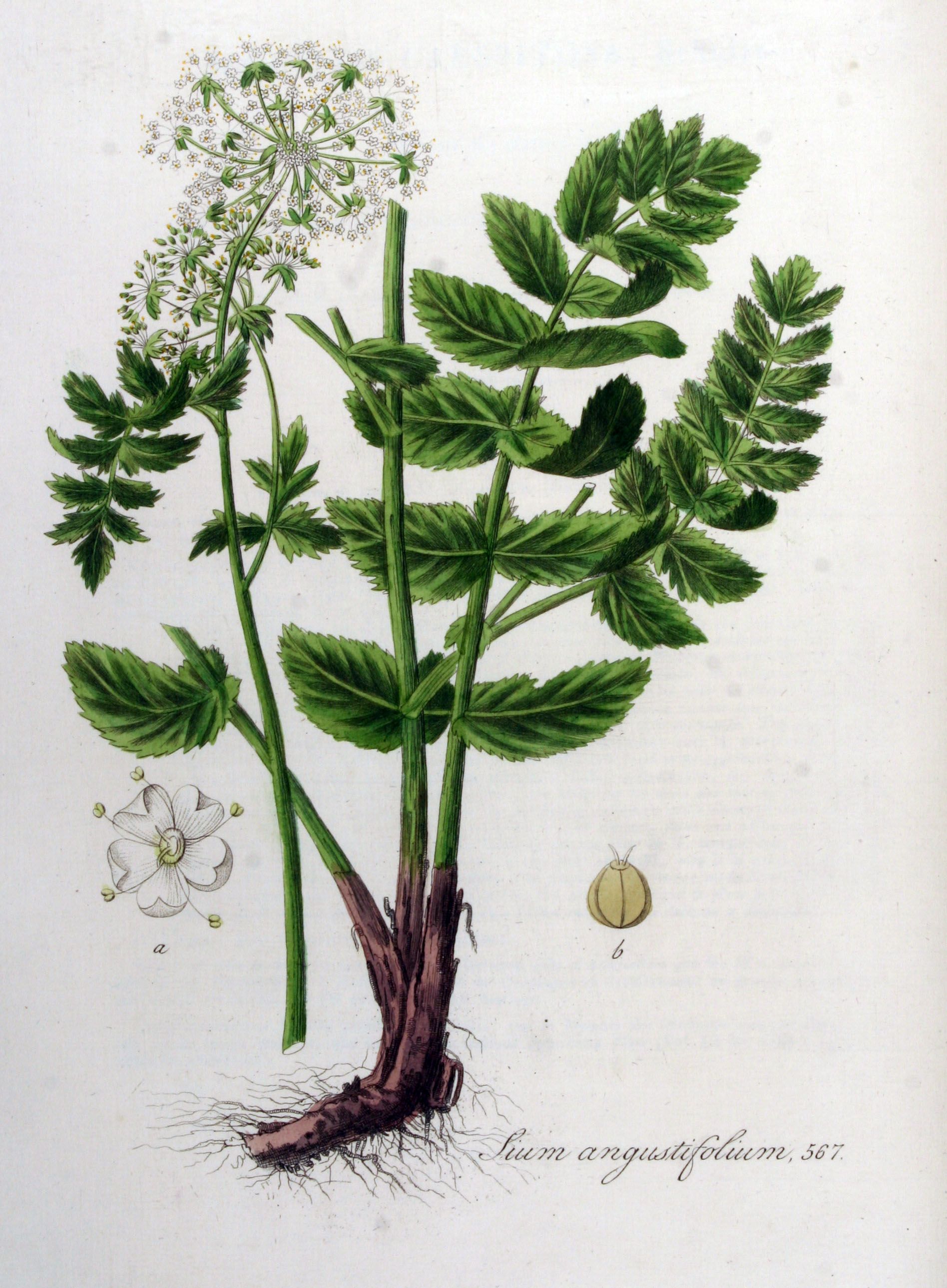
Il·lustració

## Descripció
És una planta perenne que forma estolons en la base on les arrels es troben en el fang, sovint sota l'aigua. De tronc dret, fistulós, acanalat, té tiges buides, fulles lluents, pinnatisectes, umbel·les de flors blanques, fruit petit, globuloso-dídim.
B. erecta guarda semblant amb Apium nodiflorum i mostra una olor similar, però es distingeix per presentar 4-7 bràctees (en lloc de 0-3) i un nus en la part inferior del pecíol de les fulles basals.

## Hàbitat
Es troba a la vora de fonts, tolles i cursos d'aigua amb corrent remansat i en pastures temporalment entollades amb sòl una cosa nitrogenada en altituds de 250 a 1000 metres. A Catalunya n'hi ha de l'Alt Empordà fins al Prat de Llobregat.

## Distribució
Es distribueix per Àsia, Amèrica del Nord, Amèrica del Sud i per gairebé tot Europa, incloent-hi una gran part de la península ibèrica.

## Propietats
Els creixen s'empra principalment en afeccions del fetge a Michoacán, per a això s'ha de prendre l'aigua fresca preparada amb les fulles liquades i bugades. A Durango, aquesta mateixa preparació sol usar-se per a la sang.
A Chiapas, se l'utilitza contra la disenteria, patiment que es caracteritza per mal de panxa, seients, esgarrifança i còlics, a més de fer pura "aigua"; quan la disenteria és vermella hi ha fils de sang en la femta fecal; si es tracta de disenteria blanca, llavors hi ha lligues blanques en l'excrement, “és pura aigua amb escuma”; en aquest cas s'empren les fulles picades juntament amb poliol (Satureja brownei).
Així mateix, contra el mal de panxa i vòmit es beu la infusió després de donar un bany al malalt.
D'altra banda, es recomana l'arrel dels créixens, capolada amb cacau (sp. n/r) i amb la planta de poliol per a col·locar en forma d'emplastre en cas d'erisipela, descrita com a “granets que surten en la cara, la qual s'infla”. A més, serveix com a assecant de grans, aplicant les fulles picades, soles o amb poliol.

## Taxonomia
Berula erecta va ser descrita per (Huds.) Coville i publicat en Contributions from the United States National Herbarium 4: 115. 1893.
Varietats
- Berula erecta subsp. thunbergii (DC.) B.L.Burtt

Sinonímia
- Berula thunbergii (DC.) H.Wolff
- Apium berula Caruel
- Apium sium Crantz
- Berla monspeliensium Bubani
- Berula angustifolia (L.) Mert. & W.D.J.Koch
- Berula incisa (Torr.) G.N.Jones
- Berula orientalis Woronow ex Schischk.
- Berula pusilla (Nutt.) Fernald
- Carum sioides J.M.Black
- Selinum berula E.H.L.Krause
- Siella erecta (Huds.) Pimenov
- Sium angustifolium L.
- Sium erectum Huds.		basònim
- Sium incisum Torr.
- Sium orientale Soó
- Sium pusillum Nutt.
- Sium thunbergii DC.[4]